# 賓夕法尼亞州第一騎兵團
賓夕法尼亞州第一騎兵團(First Pennsylvania Cavalry Regiment)由Andrew G. Curtin成立於1861年9月1日，地點為哈里斯堡。

## 組織
第一騎兵團最初成立時有5個連，參與了麥克萊倫發動的戰事，一路南下至馬納沙斯附近的牛奔河，被石牆傑克森打敗，撤回華盛頓特區。其後有6個新成立的連亦趕到首都與他們聯合; 到了1862年，又有另外兩個獨立的連，M和L，加入了賓夕法尼亞州第一騎兵團。
第一騎兵團的大部分成員皆是工人和農民，不但尊敬他們所有的戰馬，更多的是精於騎馬。

## 戰役
- 細德山之役
- 牛奔河之役
- 弗雷德里克斯堡之役
- 白蘭地車站之役
- 蓋茨堡之役
- 柴爾斯堡之役(Childsburg
- 冷港之役
- Ream's Station之役

賓夕法尼亞州第一騎兵團並沒布跟隨格蘭特到李將軍的投降之地 – 阿波馬托克斯郡府。